# Simulium hematophilum
Simulium hematophilum är en tvåvingeart som beskrevs av Laboulbene 1882. Simulium hematophilum ingår i släktet Simulium och familjen knott. Inga underarter finns listade i Catalogue of Life.